# Église Saint-Louis de Deuil-la-Barre
L'église Saint-Louis est une église catholique paroissiale située rue du Château à Deuil-la-Barre, en France.

## Histoire
Le Père Hoff, curé de Deuil-la-Barre de 1949 à 1962, décide la construction d'une nouvelle église pour remplacer la chapelle Saint Louis, rue de château. C'est son successeur, le père Pinte, qui mène ce projet à bien. Le nouvel édifice est béni le 23 mars 1968 par l'évêque de Pontoise André Rousset.